# Canton de Rive-de-Gier
Le canton de Rive-de-Gier est une circonscription électorale française située dans le département de la Loire et la région Auvergne-Rhône-Alpes.

## Géographie
Ce canton est organisé autour de Rive-de-Gier dans l'arrondissement de Saint-Étienne. Son altitude varie de 189 m (Dargoire) à 947 m (Saint-Paul-en-Jarez).

## Histoire
Créé en 1790, le canton de Rive-de-Gier a été modifié par décret du 13 juillet 1973 créant le canton de La Grand-Croix.
Par décret du 26 février 2014, le nombre de cantons du département est divisé par deux, avec mise en application aux élections départementales de mars 2015. Le canton de Rive-de-Gier est conservé et s'agrandit. Il passe de 10 à 11 communes.

## Représentation

### Conseillers généraux de 1833 à 2015
| Période | Période      | Identité                            | Étiquette           | Qualité |
| ------- | ------------ | ----------------------------------- | ------------------- | --- |
| 1833    | 1839         | Joseph Michel Robichon              |                     | Manufacturier, maire de Rive-de-Gier (1830-1835, 1839-1844)                                                                                     |
| 1839    | 1848         | Claude Anne Louis Gaultier (1807-?) | Opposition libérale | Notaire, maire de Rive-de-Gier (1844-1848) Député (1839-1842)                                                                                   |
| 1848    | 1852         | Henri Mathon de Fogères             | Opposition          | Avocat Maire de Bourg-Argental Député (1846-1848)                                                                                               |
| 1852    | 1861         | Jean-Pierre Delay                   |                     | Propriétaire, maire de Rive-de-Gier (1848-1849, 1851-1856)                                                                                      |
| 1861    | 1871         | Hippolyte Pétin                     | Droite              | Maître de forges, maire de Rive-de-Gier (1856-1869)                                                                                             |
| 1871    | 1883         | Pétrus Richarme                     | Républicain         | Directeur de verrerie Maire de Rive-de-Gier (1870-1874) Député (1876-1881)                                                                      |
| 1883    | 1889         | Hippolyte Pétin                     | Droite              | Maître de forges, maire de Rive-de-Gier (1856-1869, 1877-1878, 1884-1888)                                                                       |
| 1889    | 1895         | Barthélemy Brunon                   | Républicain         | Maître de forges Sénateur (1888-1896) Conseiller municipal de Rive-de-Gier                                                                      |
| 1895    | 1901         | Jean-Marie Lacombe                  | Droite              | Industriel à Rive-de-Gier |
| 1901    | 1904 (décès) | Benoît Bouché                       | Rad.                | Rentier Maire de Rive-de-Gier (1900-1905) |
| 1905    | 1907         | Emmanuel Hutter                     | Rad.                | Industriel, propriétaire à Saint-Étienne Conseiller municipal de Rive-de-Gier                                                                   |
| 1907    | 1913         | Antoine Arbel                       | Républicain         | Maître de forges à Rive-de-Gier |
| 1913    | 1919         | Pierre Vinay                        | PRS                 | Industriel (fabricant de limes) Maire de Rive-de-Gier (1907-1919)                                                                               |
| 1919    | 1925         | Étienne Micollier                   | SFIC                | Pharmacien à Rive-de-Gier |
| 1925    | 1931         | Pierre Marchand                     | Rad. puis PRS       | Maire de Saint-Genis-Terrenoire |
| 1931    | 1937         | Jules Tournigand                    | RG                  | Maître de forges à Rive-de-Gier |
| 1937    | 1940         | Claude Drivon                       | SFIO                | Représentant de commerce Maire de Rive-de-Gier (1922-1940)                                                                                      |
|         |              |                                     |                     | |
| 1943    | 1945         | Pierre Teyssonnère                  |                     | Maire de La Grand-Croix Nommé conseiller départemental en 1943                                                                                  |
|         |              |                                     |                     | |
| 1945    | 1946 (décès) | Claude Drivon                       | SFIO                | Ajusteur puis gérant de la coopérative « l’Union des Travailleurs » (1922), puis représentant de commerce Maire de Rive-de-Gier (1944-1946)     |
| 1946    | 1951         | Eugène Condamin                     | SFIO                | Artisan charpentier Maire de Rive-de-Gier (1946-1953)                                                                                           |
| 1951    | 1958         | Charles Meley                       | DVD                 | Maire de Saint-Martin-la-Plaine (1948-1963) |
| 1958    | 1973         | André Chazalon                      | MRP puis DVD        | Directeur d'entreprise Sénateur (1959-1962) Député (1962-1981) Maire de La Grand-Croix (1953-2008) Elu en 1973 dans le Canton de La Grand-Croix |
| 1973    | 1979         | Claude Bruyas                       | DVD                 | Maire de Saint-Martin-la-Plaine (1963-1977) |
| 1979    | 1985         | André Géry                          | PCF                 | Ouvrier retraité Maire de Rive-de-Gier (1977-1995) Conseiller régional (1986-2004)                                                              |
| 1985    | 2015         | Jean-Claude Charvin                 | RPR puis DVD        | Cadre supérieur Maire de Rive-de-Gier (1995-2020) Vice-président du Conseil général                                                             |

### Conseillers d'arrondissement (de 1833 à 1940)
| Période                                  | Période      | Identité                  | Étiquette   | Qualité |
| ---------------------------------------- | ------------ | ------------------------- | ----------- | --- |
| 1833                                     | 1836         | M. Ronat                  |             | Ancien notaire, adjoint au maire de Rive-de-Gier                                                            |
| 1836                                     | 1848         | M. Durry                  |             | Juge de paix à Rive-de-Gier                                                                                 |
|                                          |              |                           |             | |
| 1870                                     | 1871         | Marius Granjon            |             | Propriétaire agriculteur à Saint-Paul-en-Jarez                                                              |
| 1871                                     |              | Frédéric Thévenet         | Républicain | Maire de Lorette                                                                                            |
|                                          |              |                           |             | |
| av.1919                                  |              | Antoine Marie Combarmond  |             | Cultivateur, maire de Pavezin                                                                               |
|                                          |              |                           |             | |
| 1922                                     | 1928         | Gabriel Guillot           | PC-SFIC     | Délégué mineur                                                                                              |
| 1928                                     | 1934         | M. Bony                   | URD         | |
| 1934                                     | 1940 (décès) | Jean Paponaud (1890-1940) | PDP         | Constructeur chaudronnier à Rive-de-Gier                                                                    |
| 1940                                     |              |                           |             | Les conseils d'arrondissement ont été suspendus par la loi du 12 octobre 1940 et n'ont jamais été réactivés |
| Les données manquantes sont à compléter. |              |                           |             | |

### Conseillers départementaux à partir de 2015
| Période élective | Période élective | Mandat | Mandat   | Identité            | Nuance | Nuance | Qualité                                                                         |
| ---------------- | ---------------- | ------ | -------- | ------------------- | ------ | ------ | ------------------------------------------------------------------------------- |
| 2015             | 2021             | 2015   | 2021     | Jean-Claude Charvin |        | DVD    | Maire de Rive-de-Gier (1995-2020)                                               |
| 2015             | 2021             | 2015   | 2021     | Séverine Reynaud    |        | DVD    | Adjointe au maire de Genilac jusqu'en 2020                                      |
| 2021             | 2028             | 2021   | en cours | Bernard Laget       |        | DVD    | Ancien cadre, maire de Châteauneuf                                              |
| 2021             | 2028             | 2021   | en cours | Séverine Reynaud    |        | DVD    | Conseillère sortante, 6ème Vice-Présidente du conseil départemental (numérique) |

### Résultats détaillés

#### Élections de mars 2015
À l'issue du 1er tour des élections départementales de 2015, deux binômes sont en ballottage : Nicolas Fernandez et Isabelle Surply (FN, 32,45 %) et Jean-Claude Charvin et Séverine Reynaud (DVD, 27,7 %). Le taux de participation est de 46,12 % (12 316 votants sur 26 702 inscrits) contre 48,48 % au niveau départemental et 50,17 % au niveau national.
Au second tour, Jean-Claude Charvin et Séverine Reynaud (DVD) sont élus avec 60,05 % des suffrages exprimés et un taux de participation de 47,96 % (6 978 voix pour 12 809 votants et 26 708 inscrits).

#### Élections de juin 2021
Le premier tour des élections départementales de 2021 est marqué par un très faible taux de participation (33,26 % au niveau national). Dans le canton de Rive-de-Gier, ce taux de participation est de 26,47 % (7 365 votants sur 27 825 inscrits) contre 30,05 % au niveau départemental. À l'issue de ce premier tour, deux binômes sont en ballottage : Bernard Laget et Severine Reynaud (DVD, 22,34 %) et Jean-Luc Fougerand et Marie Simon (RN, 22,18 %).
Le second tour des élections est marqué une nouvelle fois par une abstention massive équivalente au premier tour. Les taux de participation sont de 34,36 % au niveau national, 31,31 % dans le département et 27,27 % dans le canton de Rive-de-Gier. Bernard Laget et Severine Reynaud (DVD) sont élus avec 71,05 % des suffrages exprimés (4 863 voix pour 7 617 votants et 27 932 inscrits),,. 

## Composition

### Composition avant 1973
Le canton était composé des communes de :
- Rive-de-Gier
- Cellieu
- Chagnon
- Châteauneuf
- La Cula
- Dargoire
- Farnay
- La Grand-Croix
- Lorette
- Pavezin
- Sainte-Croix
- Saint-Genis-Terrenoire
- Saint-Joseph
- Saint-Martin-la-Plaine
- Saint-Paul-en-Jarez
- Saint-Romain-en-Jarez
- Tartaras

### Composition de 1973 à 2015
Lors du redécoupage cantonal de 1973, le canton de Rive-de-Gier regroupait onze communes.
À la suite de la fusion de La Cula et de Saint-Genis-Terrenoire pour former la commune de Genilac en 1973, le canton comprenait dix communes.
| Nom                      | Code Insee | Codepostal | Superficie (km2) | Population (dernière pop. légale) | Densité (hab./km2) |
| ------------------------ | ---------- | ---------- | ---------------- | --------------------------------- | ------------------ |
| Rive-de-Gier (chef-lieu) | 42186      | 42800      | 7,33             | 14 633 (2012)                     | 1 996              |
| Châteauneuf              | 42053      | 42800      | 13,65            | 1 518 (2012)                      | 111                |
| Dargoire                 | 42083      | 42800      | 1,92             | 478 (2012)                        | 249                |
| Pavezin                  | 42167      | 42410      | 8,87             | 360 (2012)                        | 41                 |
| Sainte-Croix-en-Jarez    | 42210      | 42800      | 12,05            | 427 (2012)                        | 35                 |
| Genilac                  | 42225      | 42800      | 8,67             | 3 847 (2012)                      | 444                |
| Saint-Joseph             | 42242      | 42800      | 8,05             | 1 919 (2012)                      | 238                |
| Saint-Martin-la-Plaine   | 42259      | 42800      | 9,70             | 3 705 (2012)                      | 382                |
| Saint-Romain-en-Jarez    | 42283      | 42800      | 16,96            | 1 192 (2012)                      | 70                 |
| Tartaras                 | 42307      | 42800      | 3,91             | 818 (2012)                        | 209                |

### Composition depuis 2015
Le canton de Rive-de-Gier compte désormais onze communes.
| Nom                                  | Code Insee | Intercommunalité        | Superficie (km2) | Population (dernière pop. légale) | Densité (hab./km2) | Modifier                                    |
| ------------------------------------ | ---------- | ----------------------- | ---------------- | --------------------------------- | ------------------ | ------------------------------------------- |
| Rive-de-Gier (bureau centralisateur) | 42186      | Saint-Étienne Métropole | 7,33             | 15 457 (2022)                     | 2 109              | modifier les données · modifier les données |
| Châteauneuf                          | 42053      | Saint-Étienne Métropole | 13,65            | 1 700 (2022)                      | 125                | modifier les données · modifier les données |
| Dargoire                             | 42083      | Saint-Étienne Métropole | 1,92             | 523 (2022)                        | 272                | modifier les données · modifier les données |
| Farnay                               | 42093      | Saint-Étienne Métropole | 7,93             | 1 358 (2022)                      | 171                | modifier les données · modifier les données |
| Genilac                              | 42225      | Saint-Étienne Métropole | 8,67             | 3 821 (2022)                      | 441                | modifier les données · modifier les données |
| La Grand-Croix                       | 42103      | Saint-Étienne Métropole | 4,05             | 4 951 (2022)                      | 1 222              | modifier les données · modifier les données |
| Lorette                              | 42123      | Saint-Étienne Métropole | 3,41             | 4 896 (2022)                      | 1 436              | modifier les données · modifier les données |
| Saint-Joseph                         | 42242      | Saint-Étienne Métropole | 8,05             | 1 978 (2022)                      | 246                | modifier les données · modifier les données |
| Saint-Martin-la-Plaine               | 42259      | Saint-Étienne Métropole | 9,70             | 3 768 (2022)                      | 388                | modifier les données · modifier les données |
| Saint-Paul-en-Jarez                  | 42271      | Saint-Étienne Métropole | 19,98            | 4 758 (2022)                      | 238                | modifier les données · modifier les données |
| Tartaras                             | 42307      | Saint-Étienne Métropole | 3,91             | 957 (2022)                        | 245                | modifier les données · modifier les données |
| Canton de Rive-de-Gier               | 4210       |                         | 88,60            | 44 167 (2022)                     | 498                | modifier les données                        |

## Démographie

### Démographie avant 2015
| 1962   | 1968   | 1975   | 1982   | 1990   | 1999   | 2006   | 2011   | 2012   |
| ------ | ------ | ------ | ------ | ------ | ------ | ------ | ------ | ------ |
| 23 832 | 24 483 | 26 199 | 25 088 | 26 597 | 26 521 | 28 009 | 28 855 | 28 897 |

### Démographie depuis 2015
En 2022, le canton comptait 44 167 habitants, en évolution de +1,26 % par rapport à 2016 (Loire : +1,32 %, France hors Mayotte : +2,11 %).
| 2013   | 2018   | 2022   |
| ------ | ------ | ------ |
| 42 748 | 43 815 | 44 167 |